# ايست هايد (بيدفوردشير)
ايست هايد (بالإنجليزية: East Hyde)‏ هي قرية تقع في المملكة المتحدة في شرق انجلترا.